# Gressow
Gressow ist ein Ortsteil der Gemeinde Gägelow im Landkreis Nordwestmecklenburg in Mecklenburg-Vorpommern. Im Jahr 1961 wurde die bis dahin selbständige Gemeinde Gressow nach Gägelow eingemeindet.

## Geografie und Verkehrsanbindung
Gressow liegt südwestlich des Kernortes Gägelow an der Einmündung der Landesstraße L 012 in die B 105. Die A 20 verläuft östlich. Südwestlich erstreckt sich der 62 ha große Tressower See.

## Geschichte
Am 1. Juli 1950 wurden die bisher eigenständigen Gemeinden Jamel und Wolde eingegliedert.

## Sehenswürdigkeiten
Als Baudenkmale sind ausgewiesen (siehe Liste der Baudenkmale in Gägelow#Gressow):
- Die Dorfkirche Gressow ist ein Bau der Backsteingotik aus dem 14. Jahrhundert. Dazu gehört der Friedhof, die Friedhofsmauer und ein klassizistischer Grabstein.
- die ehemalige Post und die ehemalige Schule (beide in der Dorfstraße)
- das Pfarrgehöft, ein Wohnhaus und eine Scheune (Grevesmühlener Straße 15)
- das Gutshaus mit Park
- ein Halbmeilenstein an der B 105 bei km 134,84
- die Pflasterstraße mit Pappelallee bis Käselow und Beidendorf

## Söhne und Töchter
- Theodor Heinrich Gottfried Keil (1822–1894), Altphilologe und Lehrer